# بيتي جين وليامز
بيتي جين وليامز (بالإنجليزية: Betty Jane Williams)‏ هي طيارة وكاتِبة أمريكية، ولدت في 1919 في كينغستون في الولايات المتحدة، وتوفيت في 8 ديسمبر 2008.